# Маріян Чавар
Маріян Чавар (босн. Marijan Ćavar, нар. 2 лютого 1998, Прозор-Рама) — боснійський футболіст, півзахисник клубу «Широкі Брієг».
Виступав, зокрема, за клуби «Айнтрахт» та «Осієк», а також національну збірну Боснії і Герцеговини.
Володар Кубка Німеччини.

## Клубна кар'єра
Народився 2 лютого 1998 року в місті Прозор-Рама. Вихованець юнацьких команд футбольних клубів Branitelj та «Зріньскі».
У дорослому футболі дебютував 2017 року виступами за команду «Зріньскі», в якій провів один сезон, взявши участь у 16 матчах чемпіонату. 
Своєю грою за цю команду привернув увагу представників тренерського штабу клубу «Айнтрахт», до складу якого приєднався 2018 року. Відіграв за франкфуртський клуб наступні три сезони своєї ігрової кар'єри.
У 2018 році уклав контракт з клубом «Осієк», у складі якого провів наступний рік своєї кар'єри гравця. 
Протягом 2021 року захищав кольори клубу «Гройтер».
До складу клубу «Широкі Брієг» приєднався 2021 року. Станом на 18 грудня 2021 року відіграв за команду з міста Широкі Брієг 12 матчів в національному чемпіонаті.

## Виступи за збірні
У 2016 році дебютував у складі юнацької збірної Боснії і Герцеговини (U-19), загалом на юнацькому рівні взяв участь у 12 іграх, відзначившись одним забитим голом.
З 2017 року залучався до складу молодіжної збірної Боснії і Герцеговини. На молодіжному рівні зіграв у 18 офіційних матчах, забив 3 голи.
У 2018 році дебютував в офіційних матчах у складі національної збірної Боснії і Герцеговини.
| Дата       | Місто       | Господарі | Результат | Гості                | Турнір           | Голи | Примітки |
| ---------- | ----------- | --------- | --------- | -------------------- | ---------------- | ---- | -------- |
| 29-1-2018  | Сан-Антоніо | США       | 0 – 0     | Боснія і Герцеговина | товариський матч | -    | 66'      |
| 1-2-2018   | Карсон      | Мексика   | 1 – 0     | Боснія і Герцеговина | товариський матч | -    | 46'      |
| 18-12-2021 | Карсон      | США       | 1 – 0     | Боснія і Герцеговина | товариський матч | -    | 62'      |
| Усього     |             | Матчів    | 3         |                      | Голів            | 0    |          |

## Титули і досягнення
- Володар Кубка Німеччини (1):

«Айнтрахт»: 2017-2018
- Чемпіон Боснії і Герцеговини (2):

«Зриньські»: 2016-17, 2024-25
- Володар Суперкубка Боснії і Герцеговини (1):

«Зриньські»: 2024